# Paul Gossen
Paul Friedrich Karl Gossen (* 13. Dezember 1872 in Stargard in Pommern; † 30. Juni 1942 in Nürnberg) war ein deutscher Unternehmer und Ingenieur im Bereich Elektrotechnik.

## Leben
Nach dem Besuch des Gymnasiums in Stettin arbeitete Paul Gossen zunächst als Feinmechaniker und studierte dann an der Technischen Hochschule Berlin-Charlottenburg (heute: TU Berlin). Anschließend arbeitete er als Ingenieur. Im Jahr 1903 wechselte er zu der Firma Reiniger, Gebbert & Schall in Erlangen, aus der später die Siemens-Reiniger-Werke hervorgingen. Von 1908 bis zu seiner Einberufung zum Militär (1916) war er als Röntgeningenieur in Nürnberg tätig. Am 1. September 1919 gründete er die „Paul Gossen Co. K.-G., Fabrik elektrischer Messgeräte“ in Baiersdorf. Ein Jahr später zog die Firma nach Erlangen um.

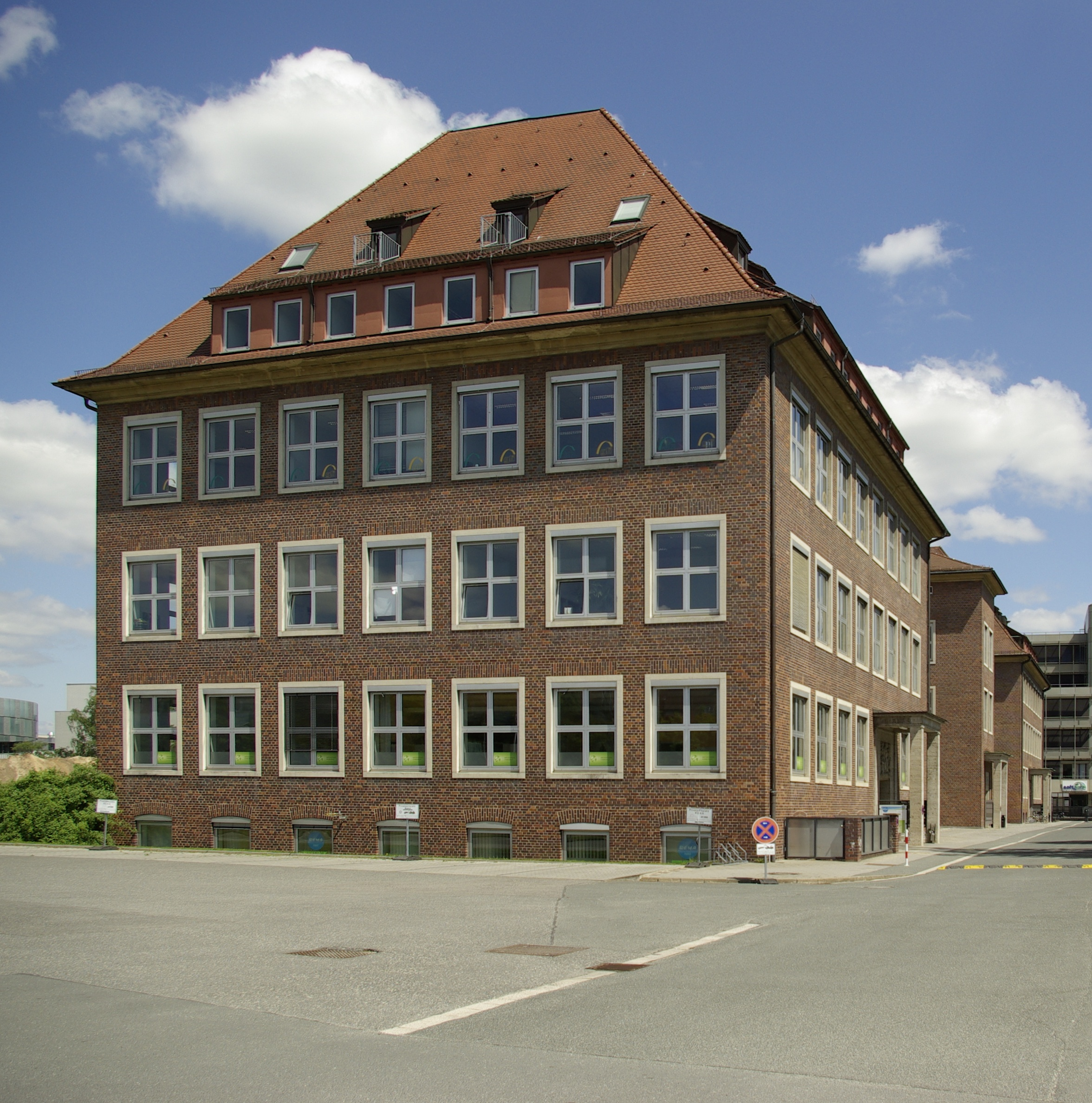
Hauptgebäude der ehemaligen Firma Gossen in Erlangen, 2012

Hier entwickelte Gossen Geräte für das neue Medium Rundfunk, die sich durch große Genauigkeit und Betriebssicherheit auszeichneten. Der erste große Verkaufserfolg war das im Jahr 1926 vorgestellte „Mavometer“ (Multi-Ampere-Volt-Meter) „UVA“, ein vor allem für Radiobastler entwickeltes Messgerät. 1933 brachte Gossen den weltweit ersten fotoelektrischen Belichtungsmesser „OMBRUX“ heraus. Bis zu dieser wegweisenden Neuerung mussten Fotografen die Belichtungswerte selbst abschätzen. Grundlage dieser Erfindung war die erstmalige Nutzung der lichtelektrischen Eigenschaften des Selens. 1934 kaufte er ein Fabrikgebäude. Gossen forschte nicht nur in seinem eigenen Betrieb, sondern war auch Mitarbeiter am Regel- und Vorschriftenwerk im Verband deutscher Elektrotechniker (VDE). Durch die Erfolge seiner Arbeit entwickelte sich das Unternehmen fortwährend weiter, am Ende seines Lebens beschäftigte er fast 1.000 Mitarbeiter in drei Werken.
Neben seiner unternehmerischen Tätigkeit engagierte sich Gossen auch kulturell. Er war Förderer des Erlanger Kunstvereins. Für die Gestaltung der zwischen 1939 und 1943 errichteten Firmenzentrale vergab er großzügig Aufträge an einheimische Künstler. Den Reliefschmuck der Eingänge fertigte Christian Wrede. Das Gebäude steht heute unter Denkmalschutz. Aus Mitgliedern seiner Belegschaft bildete er ab 1935 die Gossen-Werkkapelle.
Nach seinem Tod entwickelte die P. Gossen & Co GmbH ab 1948 die Reiseschreibmaschine Gossen-Tippa, deren Herstellungsrechte im Herbst 1956 an die Adlerwerke verkauft wurden. Bis Ende der 1950er stieg die Mitarbeiterzahl auf über 2000. Seine Nachfolger verkauften das Unternehmen 1963 an Siemens und 1992 fusionierte es mit Metrawatt zu Gossen Metrawatt, wobei die Gossen Foto- und Lichtmesstechnik GmbH 1997 wieder eigenständig wurde.
In Erlangen wurden 1957 eine Straße und eine Brücke nach ihm benannt. Im Dezember 2015 erhielt ein neu errichteter Bahnhof der S-Bahn Nürnberg den Namen der ihm gewidmeten Straße. Aus seinem Werkorchester ging die Stadtkapelle Erlangen hervor.